# خلل (يريم)

تعديل مصدري - تعديل

خلل هي إحدى قرى عزلة بني عمر بمديرية يريم التابعة لمحافظة إب، بلغ تعداد سكانها 282 نسمة حسب تعداد اليمن لعام 2004.